# Christian Seifert

Christian Seifert (2018)

Christian Seifert (* 8. Mai 1969 in Rastatt) ist ein deutscher Unternehmer, Manager und Aufsichtsrat. Nach Stationen bei der MediaGruppe München (MGM), MTV Networks und KarstadtQuelle war Seifert von 2005 bis 2021 Geschäftsführer der Deutschen Fußball Liga (DFL). Seit 2022 entwickelte Seifert mit Dyn Media eine Streaming-Plattform für Sportarten jenseits des Fußballs, die im Sommer 2023 gestartet ist.

## Leben und Beruf
In seiner Jugend spielte Seifert für den FC Rastatt 04 in der Verbandsliga. 1988 machte er am Technischen Gymnasium in Rastatt sein Abitur. An der Universität Essen studierte er von 1991 bis 1995 Kommunikationswissenschaft, Marketing und Soziologie. Von 1995 bis 1998 war Seifert bei der MGM MediaGruppe München tätig, wo er zum Leiter Product Management aufstieg. Von 1998 bis 2000 war Seifert als Direktor Marketing in Zentraleuropa für MTV Networks aktiv. Von 2000 bis 2005 war Seifert im Vorstand der KarstadtQuelle New Media AG; ab dem Jahr 2004 hatte er den Vorsitz dieses Vorstands inne.

## Wirken bei der DFL
Im Februar 2005 wechselte Seifert als Mitglied in die Geschäftsführung der DFL Deutsche Fußball Liga GmbH und trat am 1. Juli 2005 die Nachfolge Wilfried Straubs als Vorsitzender der Geschäftsführung sowie satzungsgemäß als Vizepräsident des DFB an. In der Geschäftsführung der DFL war Seifert unter anderem für die strategische Ausrichtung verantwortlich.
2005 verantwortete Seifert die erste Ausschreibung von Medienrechten einer Sportliga in Europa. Vorher hatte die Europäische Kommission die Rechtevergabe der Premier League, Champions League und Bundesliga unter die Lupe genommen und war zu dem Schluss gekommen, dass die Rechte fortan im Rahmen einer Ausschreibung transparent und diskriminierungsfrei zu vergeben seien. Damit wollte die EU den Wettbewerb fördern und die mediale Einkaufsmacht von Murdoch (England), Kirch (Deutschland) und Berlusconi (Italien) zumindest verringern.
Seifert entwickelte mit seinem Team erstmals eine Medien-Ausschreibung, in der sechs Szenarien parallel angeboten wurden. Die Rechte gingen an den Newcomer Arena, der den bestehenden Rechteinhaber Premiere ausstach. Premiere hatte für die Pay-Rechte 15.000 Euro für das Szenario mit der Sportschau und 150 Mio. geboten, sofern die Sportschau abgeschafft würde. Der Aktienkurs von Premiere brach nach Bekanntgabe der Auktionsergebnisse um 40 % ein. Die DFL erzielte eine Steigerung der Rechtesumme von 275 auf 420 Mio. Euro.
Unter Seiferts Ägide gründete die DFL fünf Tochterfirmen: 2006 die Firma Sportcast, mit der die DFL die TV-Bilder der Bundesliga-Spiele selbst produziert; 2008 für die internationale Vermarktung der Medienrechte die heutige Bundesliga International. 2009 folgte die Bundesliga-Stiftung, 2012 die DFL Digital Sports und 2016 die Datenfirma Sportec Solutions.
Am 7. August 2007 wurde er zusätzlich Mitglied im Ligavorstand des Muttervereins der DFL. Als Reinhard Rauball 2019 sein Amt als Präsident des Vorstands aufgab, entschloss man sich, das Amt abzuschaffen und stattdessen Seifert zum Sprecher des Präsidiums zu wählen. Im Jahr 2009 wurde Seifert zum stellvertretenden Vorsitzenden des Stiftungsrates der Bundesliga-Stiftung (heute DFL Stiftung) ernannt. Ab November 2009 war er Sprecher der Initiative Profisport Deutschland (IPD).
Im Jahr 2020 hatte Seifert als DFL-Geschäftsführer maßgeblichen Anteil daran, dass die Bundesliga als erste Liga weltweit den Spielbetrieb nach einer rund zweimonatigen Unterbrechung wegen der Corona-Pandemie wieder aufnahm – am 16. Mai 2020 in Stadien ohne Publikum. Nachdem der Spielbetrieb der Bundesliga und 2. Bundesliga zum 13. März 2020 wegen Corona eingestellt worden war, entwickelte die DFL unter Seiferts Führung einen „Sechs-Punkte-Plan zur Rettung der Bundesliga“ und stimmte diesen mit Verantwortlichen in der Politik, Vertretern der Proficlubs und medizinischen Experten ab. Viele weitere Veranstalter von Sport-Großereignissen, darunter UEFA, Olympische Spiele, US Open, NFL und Formel 1, zogen nach und orientierten sich an der DFL.
Vor dem Hintergrund der Corona-Krise und deren Auswirkungen auf Gesellschaft und Sport initiierte Seifert 2020 die Bildung einer Taskforce Zukunft Profifußball. Der am 3. Februar 2021 vorgestellte neunseitige Ergebnisbericht enthält 17 Handlungsempfehlungen für die DFL und die 36 Clubs der Bundesliga und 2. Bundesliga. Darüber hinaus wird in einem „Blick in die Zukunft“ skizziert, welche Ziele beide Spielklassen mit Blick auf das Jahr 2030 aus Sicht der Taskforce anstreben sollten.
Zum 1. Januar 2022 trat Donata Hopfen die Nachfolge von Seifert als Vorsitzende der Geschäftsführung der DFL an.

## Gründung SportsenderDyn
Anfang 2022 gründete Seifert das Beteiligungsunternehmen Reedstreet Ventures. Erste Gründung dieser Gesellschaft war das Start-up Dyn Media (anfangs S Nation Media), an dem sich der Axel-Springer-Konzern mehrheitlich beteiligt hat. Dyn Media entwickelt einen Sender für Sportarten jenseits des Fußballs, der am 23. August 2023 an den Start gehen soll. Das Unternehmen hat bereits Medienrechte an der Handball-Bundesliga (Männer und Frauen), der Tischtennis-Bundesliga TTBL, der Volleyball-Bundesliga VBL (Männer und Frauen),  der Basketball-Bundesliga und Basketball Champions League sowie der Feldhockey-Bundesliga der Herren und Damen für jeweils mehrere Spielzeiten ab 2023 erworben. Zusätzlich will das Unternehmen „relevante weitere Wettbewerbe der Sportarten“ anbieten.
Im Dezember 2022 wurde bekannt, dass Seifert sich mit seiner Investmentfirma Reedstreet Ventures am Potsdamer Start-up Kurabu beteiligt hat, einer digitalen Plattform für Vereine. Über eine App können Mitglieder, Teams, Trainer und Eltern miteinander kommunizieren und Funktionäre, Angestellte und Administratoren den Verein managen.

## Ehrenamt
Im Ehrenamt ist Christian Seifert seit September 2021 Aufsichtsratsvorsitzender der Stiftung Deutsche Sporthilfe.

## Auszeichnungen
Die DFL ernannte Seifert am 17. August 2022 zum Ehrenangehörigen. Die Laudatio hielt der Historiker und Publizist Michael Wolffsohn.
Die Veranstalter des Deutschen Sportpresseballs – der Verband Deutscher Sportjournalisten und der Verein Frankfurter Sportpresse in Kooperation mit der Kommunikationsagentur metropress – zeichneten Seifert im Jahr 2020 mit dem Pegasos-Preis in der Sonderkategorie „Besondere Verdienste um den deutschen Sport“ aus.